# Erszényesnyúlfélék
Az erszényesnyúlfélék vagy bilbifélék (Thylacomyidae) az emlősök (Mammalia) osztályának az erszényesek (Marsupialia) alosztályágába, ezen belül a bandikutalakúak (Peramelemorphia) rendjébe tartozó család.

## Kifejlődésük
Az első erszényesnyúlfélék körülbelül 15 millió évvel ezelőtt, a középső miocén korszakban jelentek meg. 2014-ben a kutatók egy 15 millió éves állkapocsra bukkantak; ezen az állkapcson rövid, erdei gyümölcsevésre alkalmazkodott fogak helyezkedtek el. Eddig ez a fosszília a legrégebbi ebben az erszényescsaládban; a korábbi kövületek csak 5 millió évesek, emiatt az erszényesnyúlfélék őstörténete jóval korábban kezdődött. Az új kövület alapján, az ős bilbifélék erdei gyümölcsevők voltak, viszont a mai leszármazottjaik, sivatagi és félsivatagi, üreglakó gerinctelen és rovarevők, habár még növényi táplálékot is fogyasztanak. Feltételezések szerint, az ős bilbifélék 20 millió évvel ezelőtt, egy ragadozó bandikutból fejlődtek ki.
A négy azonosított fajból manapság már csak egy él.

## Rendszerezés
A családba az alábbi 1 élő nem és 2 fosszilis nem tartozik:
- †Ischnodon[3] - 1 faj
- †Liyamayi[4] - 1 faj
- Macrotis Reid, 1837 - 2 faj